# Berniniella rossica
Berniniella rossica är en kvalsterart som beskrevs av Gordeeva 1991. Berniniella rossica ingår i släktet Berniniella och familjen Oppiidae. Inga underarter finns listade.